# 암플리트
암플리트(영어: Amfleet)는 암트랙의 객차로 1975년부터 1차분이 제작된데 이어 1995년부터 1981년까지 2기형이 도입했다. 당시 미국 사철에서 사용하던 차량을 대체하기 위해 도입했으며 파생형 차량으로 버드 메트로라이너(영어: Budd Metroliner)가 있다.

## 같이 보기
- 암트랙 뷰라이너
- 호라이즌 프레이트